# Grande scambio americano

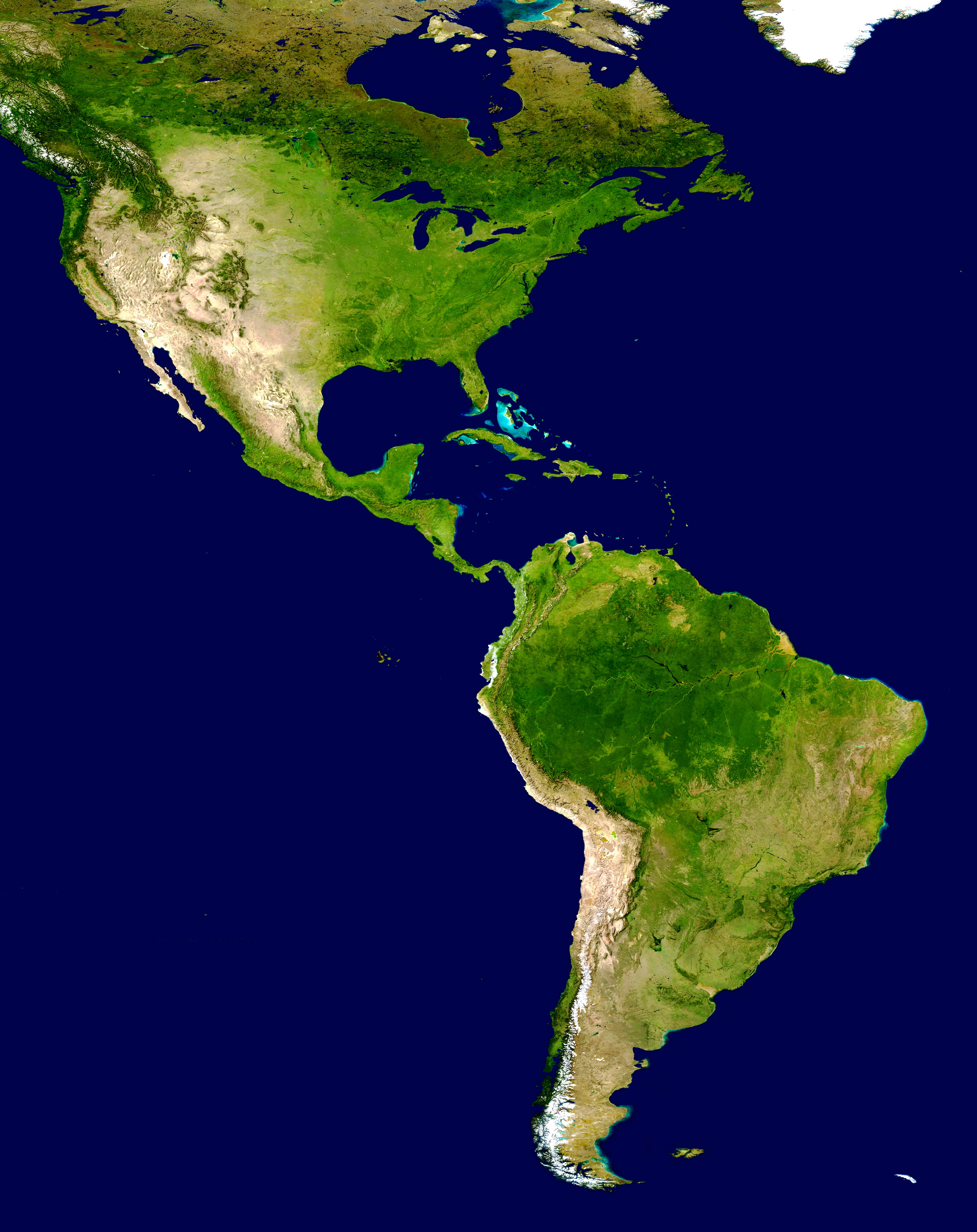
Mosaico NASA di immagini al satellite.

Il grande scambio americano è l'imponente processo di migrazione di animali terrestri e d'acqua dolce dal Nord al Sud America e viceversa grazie alla formazione dell'istmo di Panama, circa 3 milioni di anni fa, nella prima metà del Pliocene.

## Fauna dell'isola-continente sudamericana

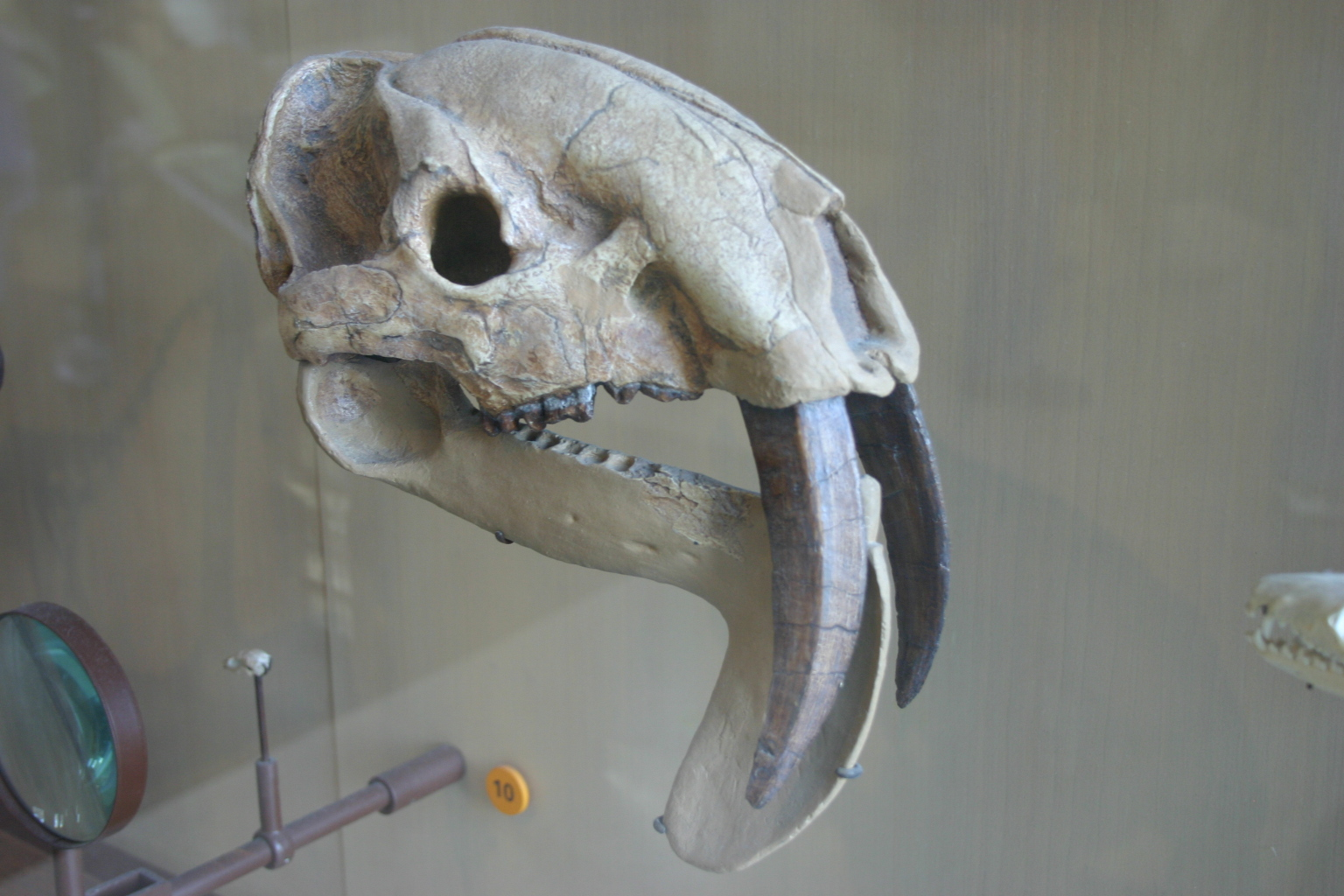
Cranio di Thylacosmilus, una tigre dai denti a sciabola marsupiale.

Mentre il Nord America sviluppava una fauna a prevalenza di Boroeutheria, grazie anche al ponte di terra di Beringia che la univa con l'Eurasia, il Sud America, dopo la rottura del Gondwana nel tardo Mesozoico, si ritrovò totalmente isolato dal resto del mondo: la fauna sudamericana cominciò ad evolversi separatamente, dando vita ad un gran numero di endemismi, come molti marsupiali, xenartri, meridungulati.
I marsupiali giunsero probabilmente in Sud America dall'Australia, attraverso l'Antartide, o viceversa: un marsupiale sudamericano, il monito del monte, sembra essere più legato ai marsupiali australiani che a quelli americani; inoltre, in Patagonia è stato ritrovato un fossile di ornitorinco preistorico, il che rafforza l'ipotesi della presenza di un corridoio Sudamerica-Oceania, sul quale avrebbero viaggiato in un senso o nell'altro anche i tinamidi, alcuni pappagalli e tartarughe, come la Meiolania. 
I marsupiali sudamericani erano soprattutto carnivori (come gli opossum, i Borhyaena ed il Thylacosmilus), nicchia condivisa coi grandi forusracidi, grandi uccelli carnivori imparentati con l'attuale seriema.
Nel Paleocene inferiore cominciarono ad evolversi varie forme di notoungulati e litopterni, come la Macrauchenia; per convergenza evolutiva od evoluzione parallela si svilupparono animali simili a quelli evolutisi separatamente in altri continenti, come il Thoatherium dalle zampe simili a quelle di un cavallo, il Pachyrukhos simile a un coniglio, l'Homalodotherium simile ai calicoteri, il Trigodon simile ad un rinoceronte.

## La prima invasione via mare

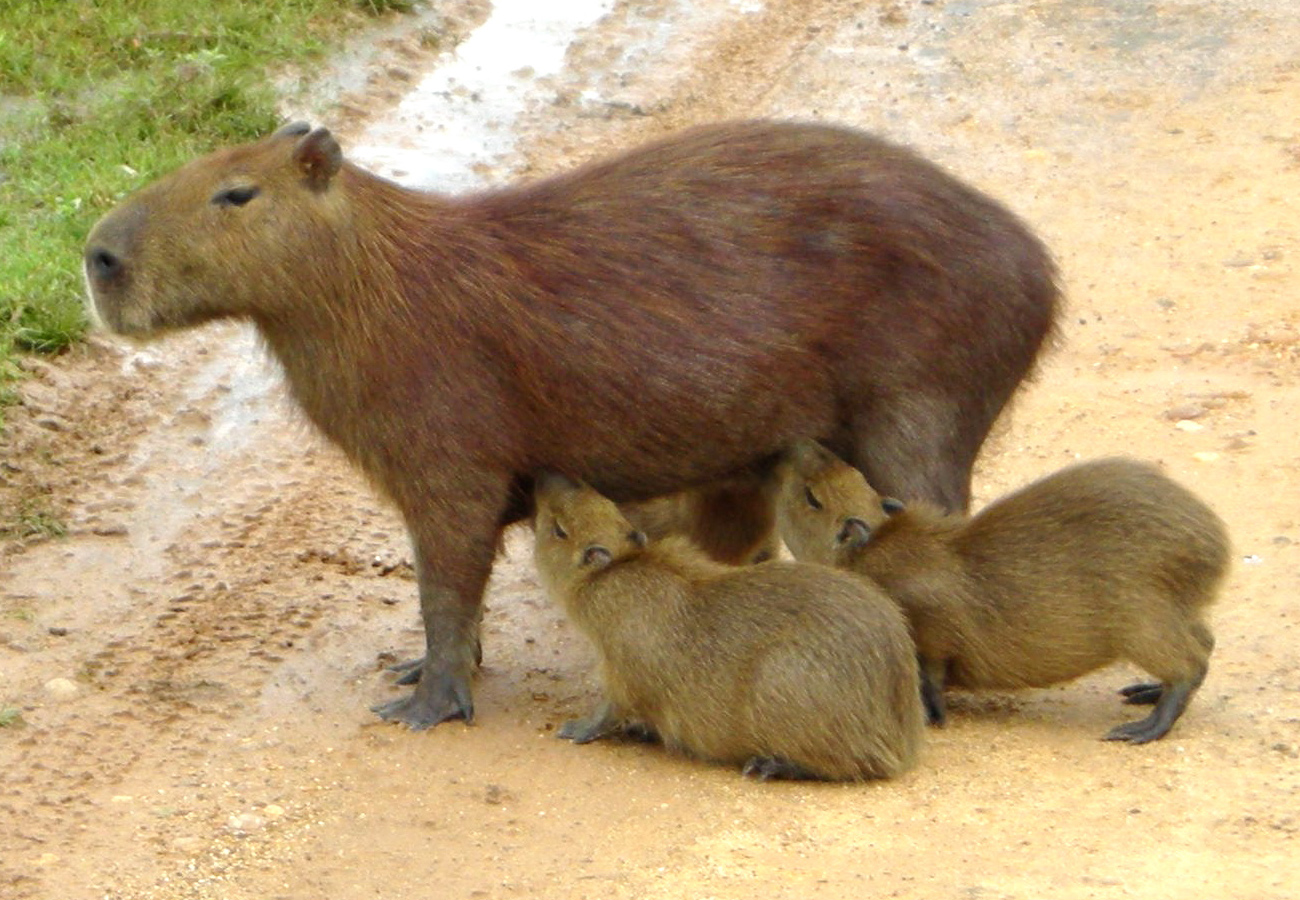
Femmina di capibara con i piccoli (Hydrochoerus hydrochaeris).

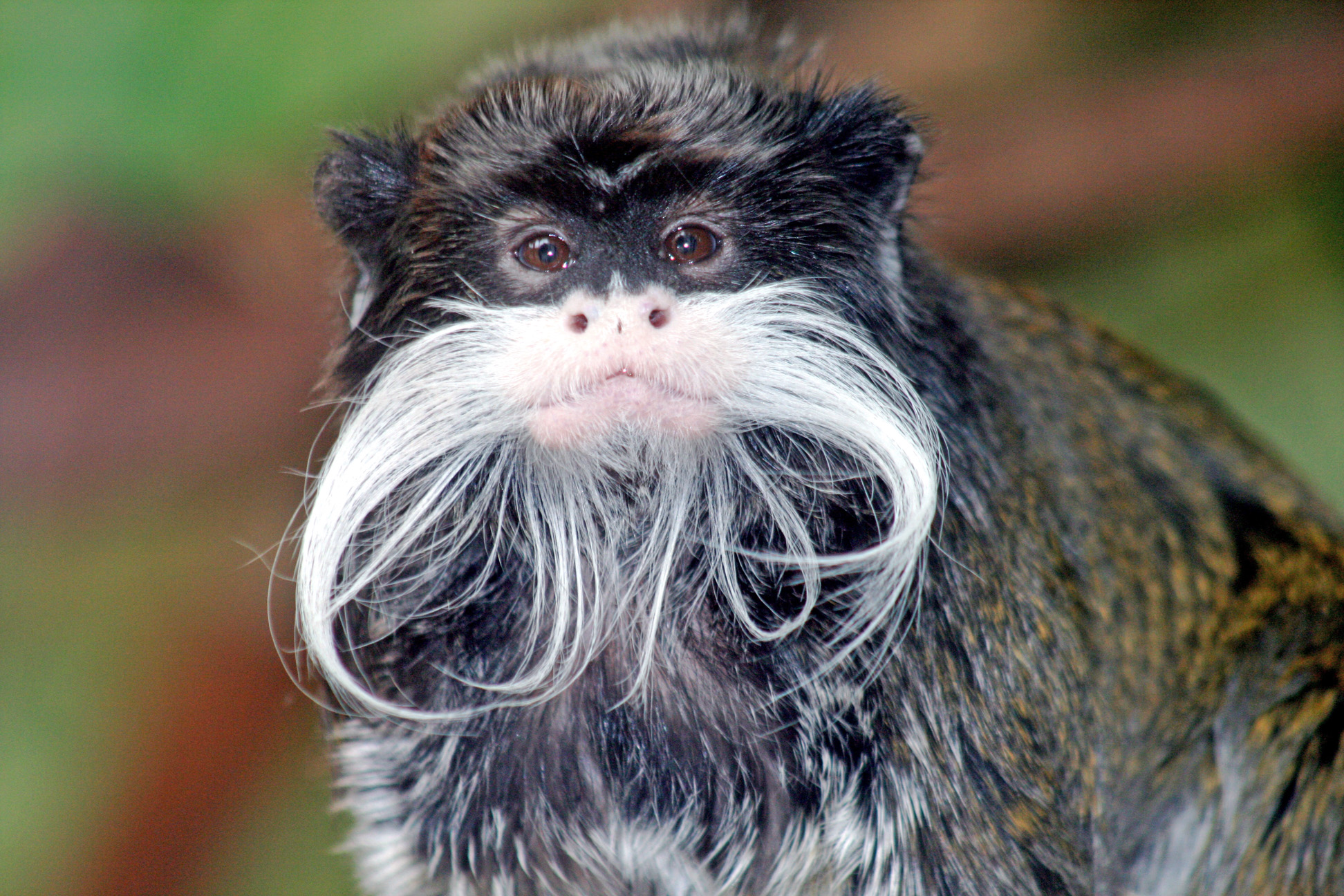
Un tamarino imperatore (Saguinus imperator).

Circa 31,5 milioni di anni fa (fra la fine dell'Eocene e l'inizio dell'Oligocene) ebbe inizio l'invasione del Sud America da parte dei caviomorfi, verosimilmente provenienti dall'Africa (ai tempi non eccessivamente lontana dalle coste brasiliane) tramite ponti di isole. I caviomorfi furono seguiti circa 25 milioni di anni fa dai primati, anch'essi provenienti dall'Africa a bordo di tronchi galleggianti o mangrovie, e perciò necessariamente di piccole dimensioni, dando origine al sottordine delle platirrine.
Nell'Oligocene, in Sud America arrivarono le tartarughe: a lungo si è dato per scontato che le tartarughe sudamericane discendessero da quelle nordamericane, tuttavia analisi comparative del genoma hanno evidenziato una maggiore parentela fra le Geochelone sudamericane e le Kinixys africane, mentre le tartarughe americane sarebbero più affini a quelle asiatiche. Sempre dall'Africa sarebbero giunti gli scinchi del genere Mabuya circa 9 milioni di anni fa.
I primi mammiferi arrivati in Sud America dal Nord America furono dei procionidi, che sfruttando ponti di isole giunsero sull'isola prima della formazione dell'istmo di Panama circa 7 milioni di anni fa, evolvendosi negli estinti Cyonasua e Chapalmalania, simili rispettivamente a un cane ed un orso. Sempre attraverso ponti di isole, ma in senso inverso (e attraverso i Caraibi, dove oggi però sono estinti) giunsero in Nord America diverse specie di bradipi, animali con delle insospettate (e ottime) capacità natatorie.

## Il grande scambio biotico fra le due Americhe
Con la formazione dell'istmo di Panama circa 3 milioni di anni fa, gli scambi di fauna fra le due Americhe divennero assai più semplici.

### Migrazione verso sud
Dal Nord America migrarono a sud:
- Arctotherium brasilense
- Arctotherium latidens
- Camelidi

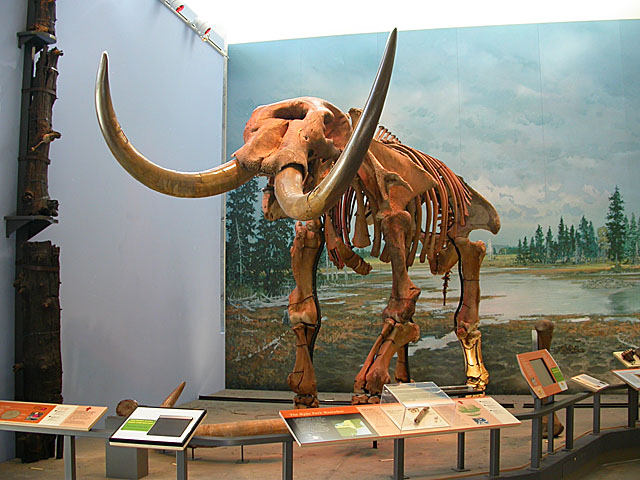
Scheletro di mastodonte (Mammut americanum).

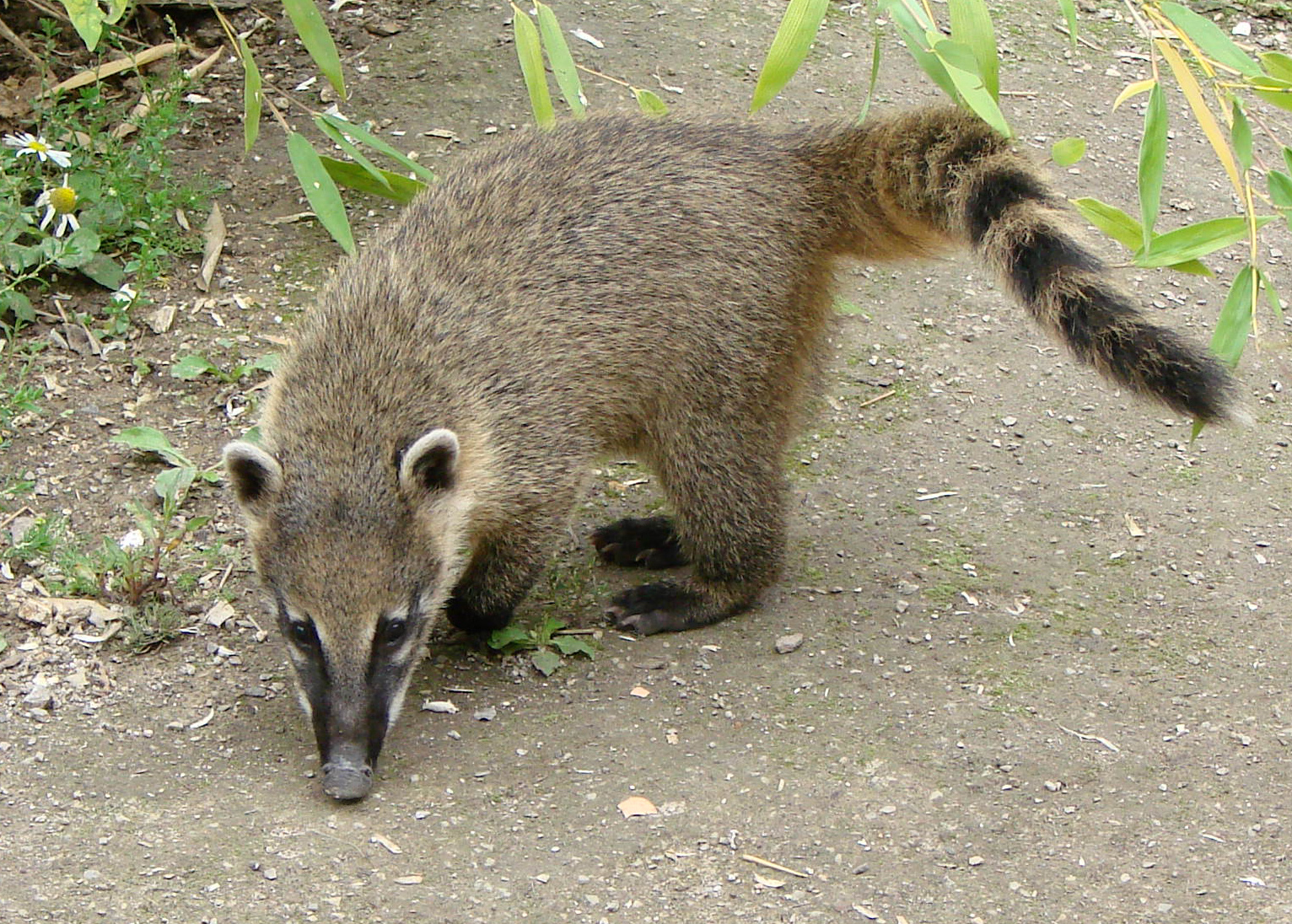
Un coati (Nasua nasua).

- Canidi (generi Atelocynus, Cerdocyon, Lycalopex, Chrysocyon, Speothos)
- Canis ambrusteri
- Cervidi (generi Odocoileus, Blastocerus, Ozotoceros, Mazama, Pudu, Hippocamelus)
- Conepatus chinga - moffetta di Molina
- Conepatus humboldtii - moffetta di Humboldt
- Conepatus semistriatus - moffetta striata
- Conigli selvatici (come Sylvilagus brasiliensis, Sylvilagus floridanus, Sylvilagus varynaensis)
- Serpenti a sonagli
- Cryptotis - toporagni a orecchie piccole
- Equini (†Plesippus, Hippidion)
- Gonfoteridi (Cuvieronius)
- Eteromidi
- Leopardus - ocelot, margay
- Lontre (generi Lontra e Pteronura)
- Mastodonti
- Serpenti corallo
- Mustelidi (generi Eira, Galictis, Lyncodon, Mustela)
- Oedipina - salamandre senza polmoni
- Orthogeomys thaeleri - gopher di Thaeler
- Panthera leo atrox - leone americano
- Panthera onca - giaguaro
- Pecari
- Procionidi
- Puma concolor - puma
- Puma yaguarondi - jaguarundi
- roditori (delle 6 famiglie di roditori nordamericani, solo i Castoridi non sono riusciti a colonizzare il Sud America, dove sono stati introdotti in seguito dall'uomo).
- Scoiattoli (generi Sciurus, Microsciurus, Sciurillus)
- Tapiri

- Tigri dai denti a sciabola (Smilodon gracilis, Smilodon fatalis, Smilodon populator)
- Tremarctos ornatus - orso dagli occhiali
- Urocyon cinereoargenteus - volpe grigia

### Migrazione verso nord
Dal Sud America migrarono a nord:

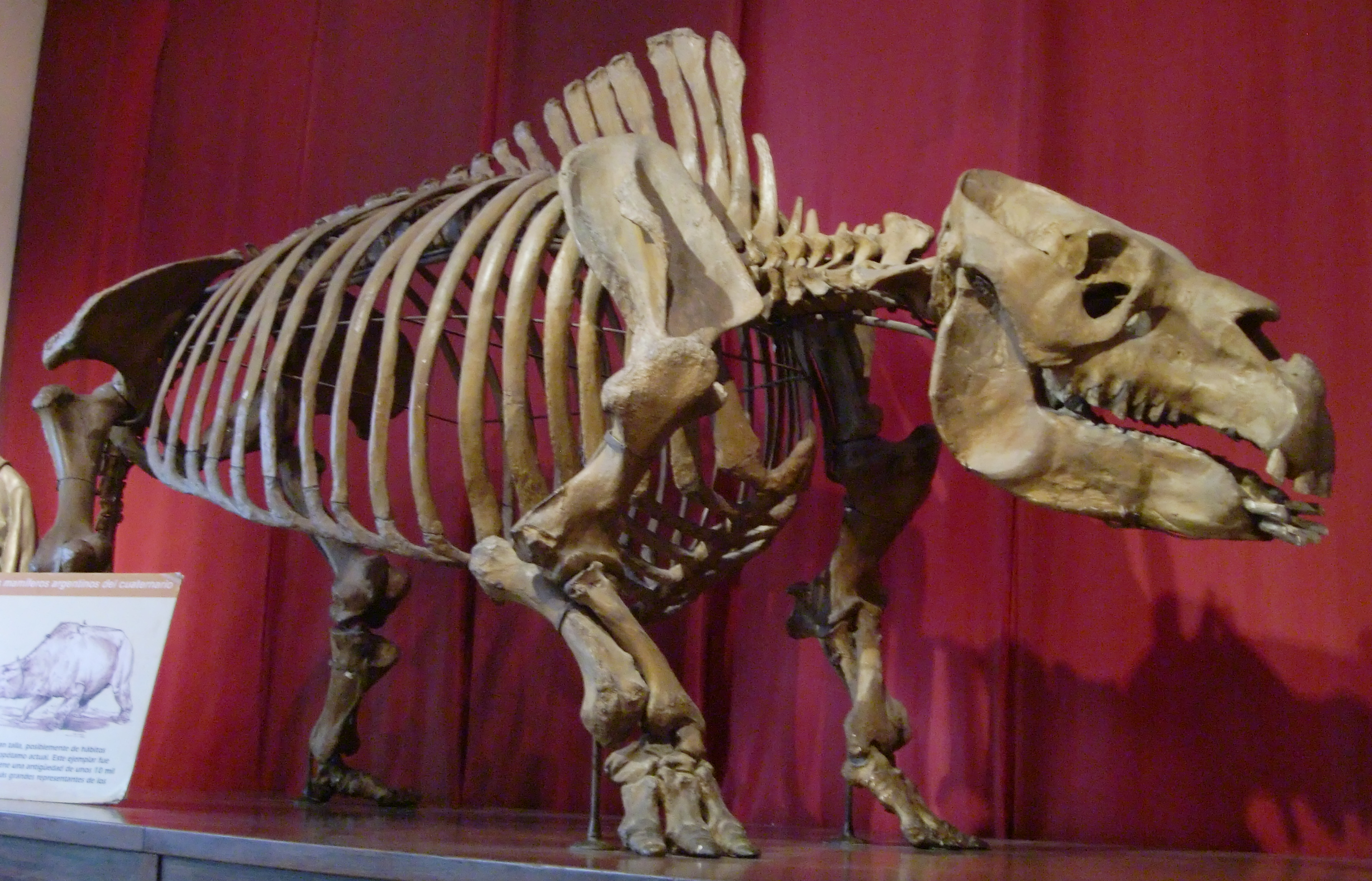
Scheletro di tossodonte (Toxodon).

- Cecilidi (generi Caecilia, Dermophis, Gymnopis e Oscaecilia)
- Boa
- Bradypus variegatus, Bradypus pygmaeus - bradipi tridattili
- Cabassous centralis
- Coendou rothschildi - coendou messicano
- Choloepus hoffmanni - bradipo didattilo
- Colibrì
- Dasypus novemcinctus - armadillo a 9 fasce
- Dendrobatidi
- Desmodus archaeodaptes
- Desmodus stocki
- Didelphis virginiana - opossum della Virginia
- Erethizon dorsatum - ursone
- Erethizon kleini
- Erethizon poyeri
- Puma (ritornato in Nord America, dal quale era arrivato e dove era stato estirpato)

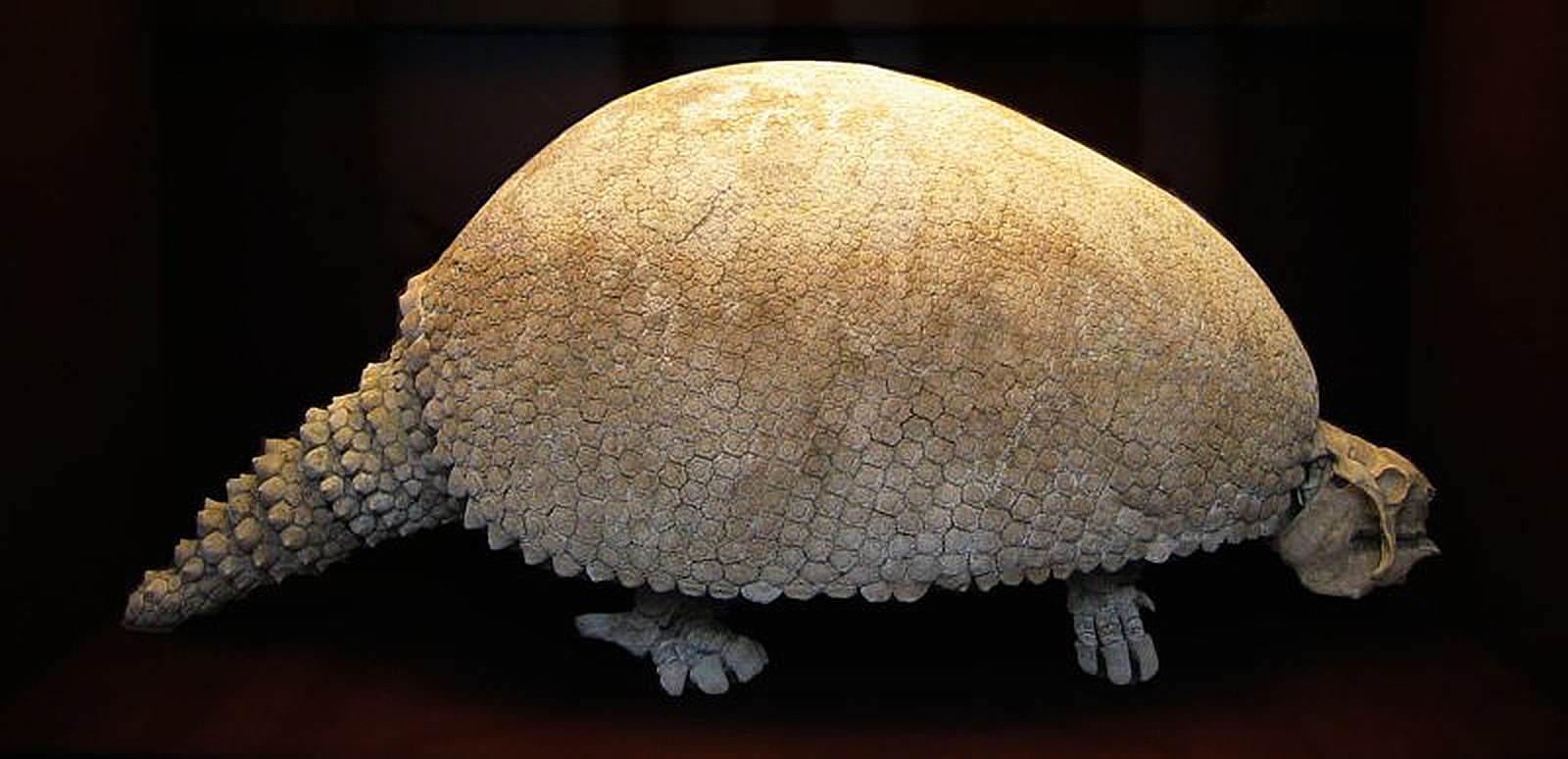
Scheletro di gliptodonte (Glyptodon).

- Formichiere didattilo, formichiere gigante, tamandua settentrionale.
- Gli armadilli Pampatheriidae (Holmesina)
- Hydrochaeris holmesi
- I bradipi giganti (Mylodontidae, Megatheriidae, Megalonychidae)
- I glyptodontidi (Glyptotherium texanum).
- Neochoerus pinckneyi
- Pachyarmatherium leiseyi
- Phorusrhacidae (Titanis walleri)
- Sarcoramphus kernensis
- Sphiggurus mexicanus - porcospino nano peloso
- Tanagre
- Tinami
- Toxodonti (come Mixotoxodon)

- Tucani
- Tirannidi

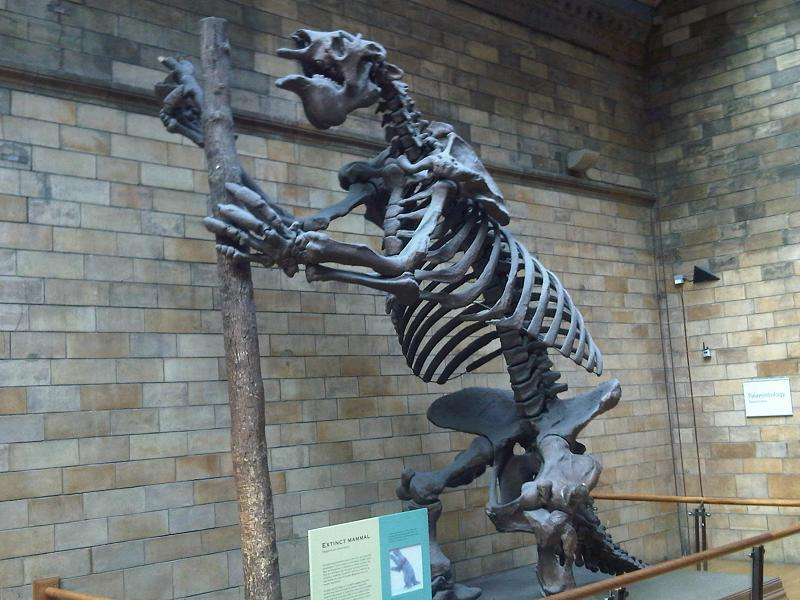
Scheletro di megaterio (Megatherium).

Inizialmente, la migrazione fu equilibrata nei due sensi: col tempo, le specie neotropiche non riuscirono spesso a sopraffare quelle neartiche, cedendo loro il passo.
Solo i forusracidi riuscirono a colonizzare il Nord America, salvo poi estinguersi poco tempo dopo: nel Pleistocene, tra i grandi animali erano sopravvissuti solo la Macrauchenia ed alcuni toxodonti, mesotheridi ed hegetotheridi.
I marsupiali e gli xenartri sudamericani si dimostrarono sorprendentemente competitivi, col risultato che in America del nord possiamo trovare opossum ed armadilli: i discendenti della prima invasione africana (come le platirrine ed i caviomorfi) si adattarono alla convivenza coi nuovi venuti: alcune specie (come i dinomiidi) si estinsero, mentre altre (ursone, cavie) raggiunsero il Nord America. In tempi recenti, anche la nutria sudamericana è stata introdotta in Nord America.

## Le ragioni dell'estinzione sudamericana
Il primo motivo per cui le specie nordamericane ebbero la meglio su quelle sudamericane fu una questione di clima: anche all'epoca l'istmo di Panama collegava due zone a clima tropicale umido, tuttavia gli animali che si spostavano verso sud trovavano grandi foreste pluviali e praterie umide, mentre animali che andavano verso nord avrebbero trovato climi via via più secchi e freddi.
In secondo luogo, il Nord America, durante il Cenozoico, era stato a più riprese unito con l'Eurasia, facendo sì da mescolare periodicamente le faune dei due continenti: le specie evolutesi nell'area nordamericana avevano un areale dove svilupparsi circa sei volte maggiore di quello che poteva avere l'isola sudamericana non più unita all'Australia ed all'Antartide da almeno 30 milioni di anni, e ciò ebbe ripercussioni sulla velocità con la quale le specie nordamericane evolsero, in particolare gli erbivori.
In sintesi, non sembra che le faune nordamericane abbiano semplicemente sostituito quelle sudamericane, ma piuttosto che alcuni taxa sudamericani di predatori abbiano subito la vittoriosa competizione da parte di quelli nordamericani, mentre la maggior parte delle altre specie si mescolò, con solo una leggera prevalenza di quelle di origine nordamericana.
La situazione cambiò alla fine del Pleistocene, ed in epoche di poco successive, quando tutte le megafaune americane furono interessate da un'estinzione di massa, che raggiunse il suo apice circa 11.000 anni fa. Probabilmente questa estinzione è da collegarsi all'arrivo dell'uomo nelle Americhe. In questo periodo scomparvero molti taxa dall'antica origine sudamericana, mentre quelli di origine nord americana o euro-asiatico-americana subirono un tracollo (ad esempio scomparvero equidi, i camelidi nordamericani, i mastodonti, e successivamente tutti i proboscidati). Alcuni gruppi (come i cervidi) di origine boreale resistettero e prosperarono.